# Central Bar

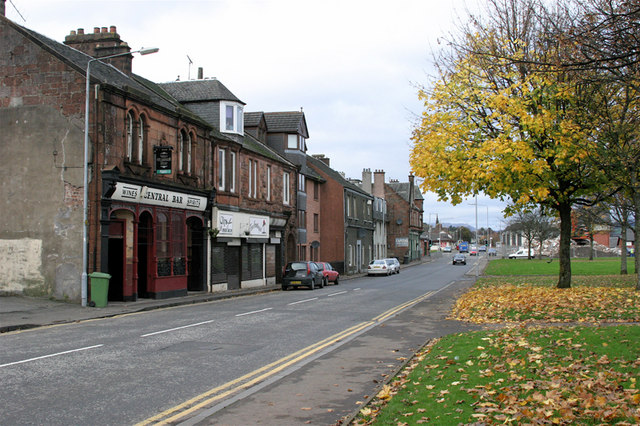
Central Bar

Die Central Bar ist ein gastronomisch genutztes Gebäude in der schottischen Stadt Renton in der Council Area West Dunbartonshire. 1996 wurde das Bauwerk in die schottischen Denkmallisten zunächst in der Kategorie C aufgenommen. Im Jahre 2008 erfolgte dann die Hochstufung in die Kategorie B.

## Beschreibung
Die Central Bar liegt im Stadtzentrum an der Main Street, der Hauptstraße Rentons. Das zweistöckige Gebäude stammt aus dem Jahre 1893 und gehört damit zu den wenigen erhaltenen historischen Gebäuden der Stadt. Das Mauerwerk besteht aus Sandstein. Die unsymmetrische, ostexponiert Frontseite befindet sich noch weitgehend im Originalzustand. Ebenerdig führen zwei Eingänge in das Gebäudeinnere, die eine Fensterfront mit gusseisernem Schutzgitter flankieren. Die Zugänge schließen mit Segmentbögen ab, die mit gusseisernen Ziergittern versehen sind. An den Gebäudekanten rahmen Blendpfeiler die Fassade ein. Im Obergeschoss sind zwei Zwillingsfenster mit Rundbögen gleichmäßig angeordnet. Dazwischen liegt ein Wappenstein, der auch das Baujahr 1893 ausweist. Bei dem Innenraum handelt es sich um einen selten in solch gutem Zustand erhaltenen, viktorianisch gestalteten Barraum. Der hölzerne Tresen ist mit Handläufen aus Messing bestückt.